# 横山 (津山市)
横山（よこやま）は岡山県津山市にある地名。郵便番号は708-0862。

## 地理
吉井川の西および南に位置する。津山駅舎は西の大谷を住所とするが、実質的には横山の敷地にも及んでいる。

### 河川
- 吉井川

## 歴史

### 沿革
- 1889年6月1日 - 町村制施行に伴い、久米南条郡横山村が同郡小桁村、押渕村、金屋村、荒神山村、種村、八出村と合併し、福岡村となる。横山村は大字横山となり役場が置かれる。
- 1900年4月1日 - 久米南条郡が久米北条郡と合併し、久米郡となる。
- 1901年4月1日 -久米郡佐良山村の内、大字大谷を編入する。
- 1929年2月11日 - 福岡村が苫田郡津山町、津山東町、院庄村、西苫田村、二宮村と合併・市制により、津山市となる。
- 1960年 - 横山の一部、大谷の一部が南町一丁目となる。

## 世帯数と人口
2021年（令和3年）1月1日現在の世帯数と人口は以下の通りである。
| 町丁 | 世帯数  | 人口  |
| ---- | ------- | ----- |
| 横山 | 440世帯 | 822人 |

## 小・中学校の学区
市立小・中学校に通う場合、学区は以下の通りとなる。
| 番地 | 小学校           | 中学校             |
| ---- | ---------------- | ------------------ |
| 全域 | 津山市立南小学校 | 津山市立鶴山中学校 |

## 交通

### 道路
- 国道53号
- 国道179号
- 国道429号
- 岡山県道26号津山柵原線
- 岡山県道394号大篠津山停車場線

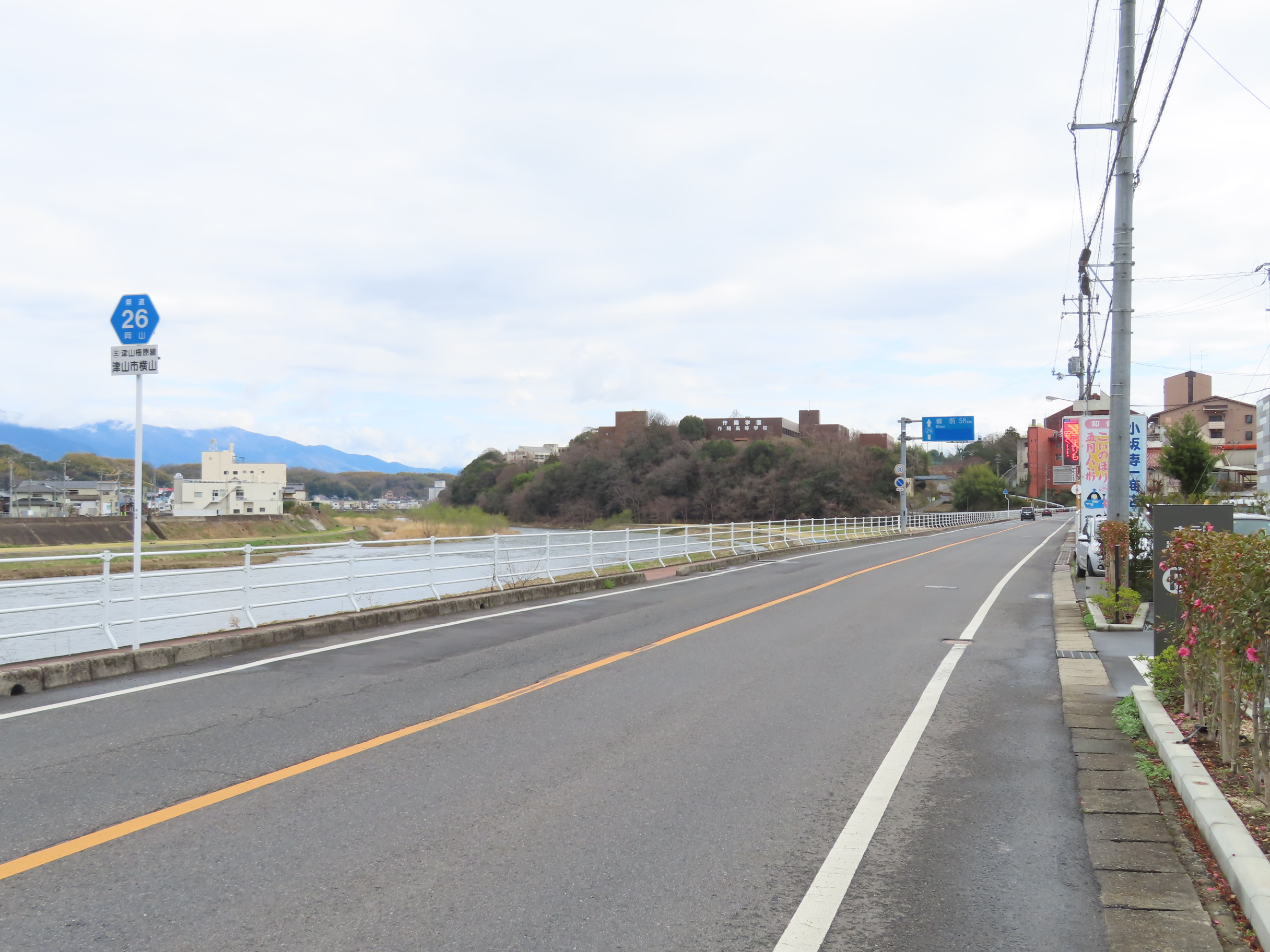
岡山県道26号津山柵原線（2023年3月）

（それぞれが南町交差点にて重複している。実質当地域内を走るのは県道26号のみ）

## 施設
- 中国四国農政局津山庁舎
- 津山市資源化センター
- 津山市立ときわ園
- 晴れの国岡山農業協同組合津山統括本部
- 津山シティホール
- 津山市福岡会館
- 津山駅前交番